# 505

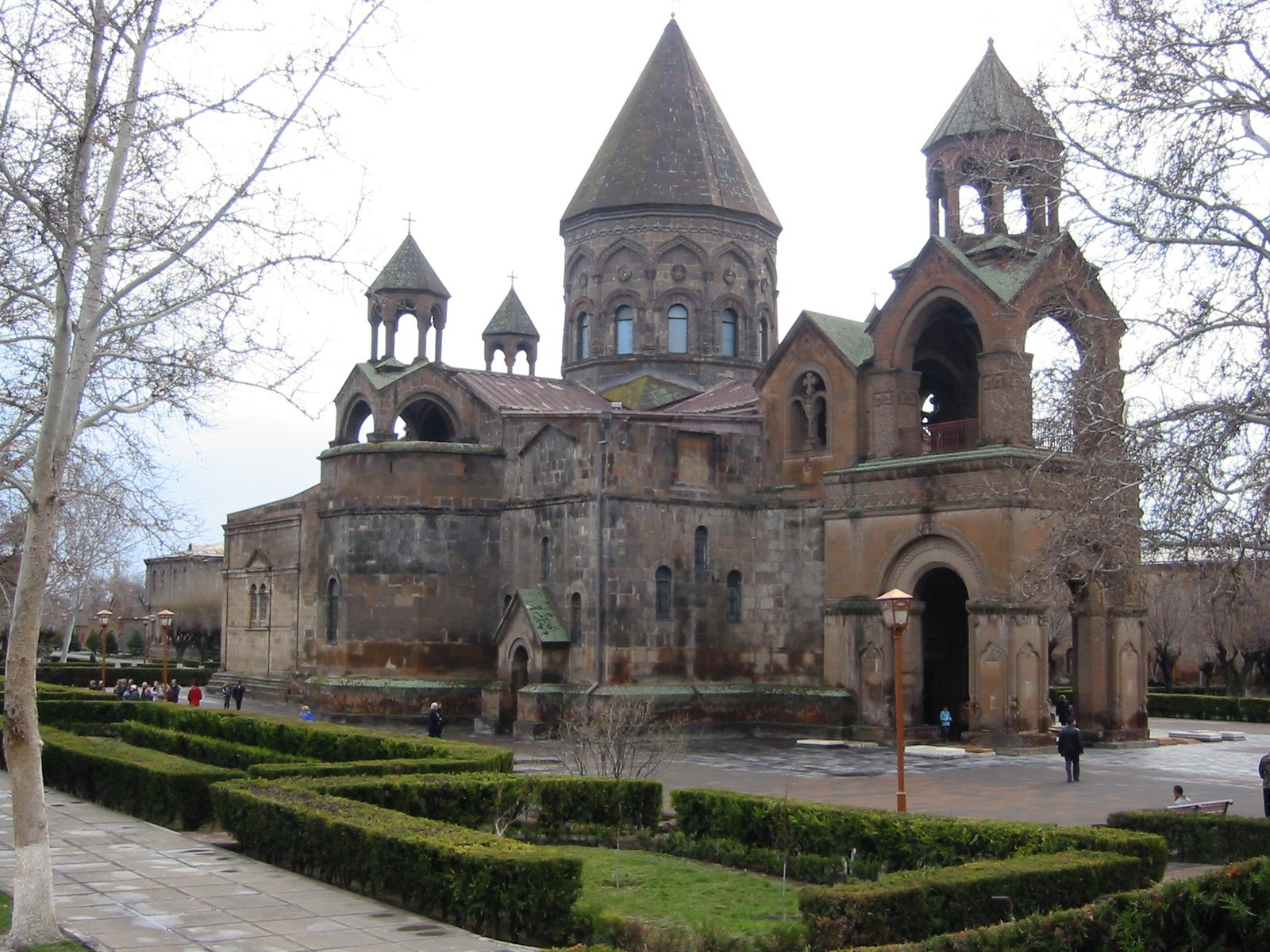
De kathedraal van Edzjmiatsin (eerst gebouwd rond 302, maar in de huidige vorm sinds 618, later uitgebreid) vormt het middelpunt van de Armeens-Apostolische Kerk

Het jaar 505 is het 5e jaar in de 6e eeuw volgens de christelijke jaartelling.

## Gebeurtenissen

### Armenië
- De Armeens-Apostolische Kerk aanvaardt het monofysitisme. Zij verwerpt het concilie van Chalcedon en splitst zich af van de Byzantijnse Kerk.

## Astronomie
- Varahamihira, Indiase astronoom en geleerde, stelt aan de hand van zijn sterrenkundige waarnemingen vast, dat sinds de tijd van Ptolemaeus de precessie van de aardas 50,32 boogseconden per jaar bedraagt. (waarschijnlijke datum)

## Vroegchristelijke bouwkunst
- Rond deze periode wordt in de Byzantijnse architectuur de pendentiefkoepel voor het eerst toegepast. (waarschijnlijke datum)

## Geboren
- Belisarius, Byzantijns veldheer (overleden 565)